# Austrolimnophila (Austrolimnophila) leleupi
Austrolimnophila (Austrolimnophila) leleupi is een tweevleugelige uit de familie steltmuggen (Limoniidae). De soort komt voor in het Afrotropisch gebied.